# Фліоренція
Фліоренція (Fliorencija) — хутір у Литві, Расейняйський район, Пагоюкайське староство, розташоване за 1 км від села Каулакяй, неподалік Каулакяйського ставка. 2001 року в Фліоренції проживало 7 людей. Неподалік розташовані село Жайгінюс, хутір Науйокай.

## Принагідно
- Гугл-мапа
- Sodyba Fliorencija

| Литва | Це незавершена стаття з географії Литви. Ви можете допомогти проєкту, виправивши або дописавши її. |